# Equatoriaal-Guinea op de Olympische Zomerspelen 2016
Equatoriaal-Guinea nam deel aan de Olympische Zomerspelen 2016 in Rio de Janeiro, Brazilië. Net als vier jaar eerder zond het nationaal olympisch comité twee atleten naar de Spelen, beiden actief in de atletiek. Atlete Reïna-Flor Okori droeg de vlag tijdens de openings- en sluitingsceremonie, maar kwam vanwege een blessure niet in actie op haar onderdeel, de 100 meter horden.

## Deelnemers en resultaten
(m) = mannen, (v) = vrouwen

### Atletiek
| Olympiër           | Discipline      | Resultaat | Prestatie                |
| ------------------ | --------------- | --------- | ------------------------ |
| Benjamín Enzema    | 800m (m)        | 51e       | serie 3: 8ste in 1.52,14 |
|                    |                 |           |                          |
| Reïna-Flor Okori V | 100m horden (v) | DNS       | DNS                      |